# Kessel von Battersea

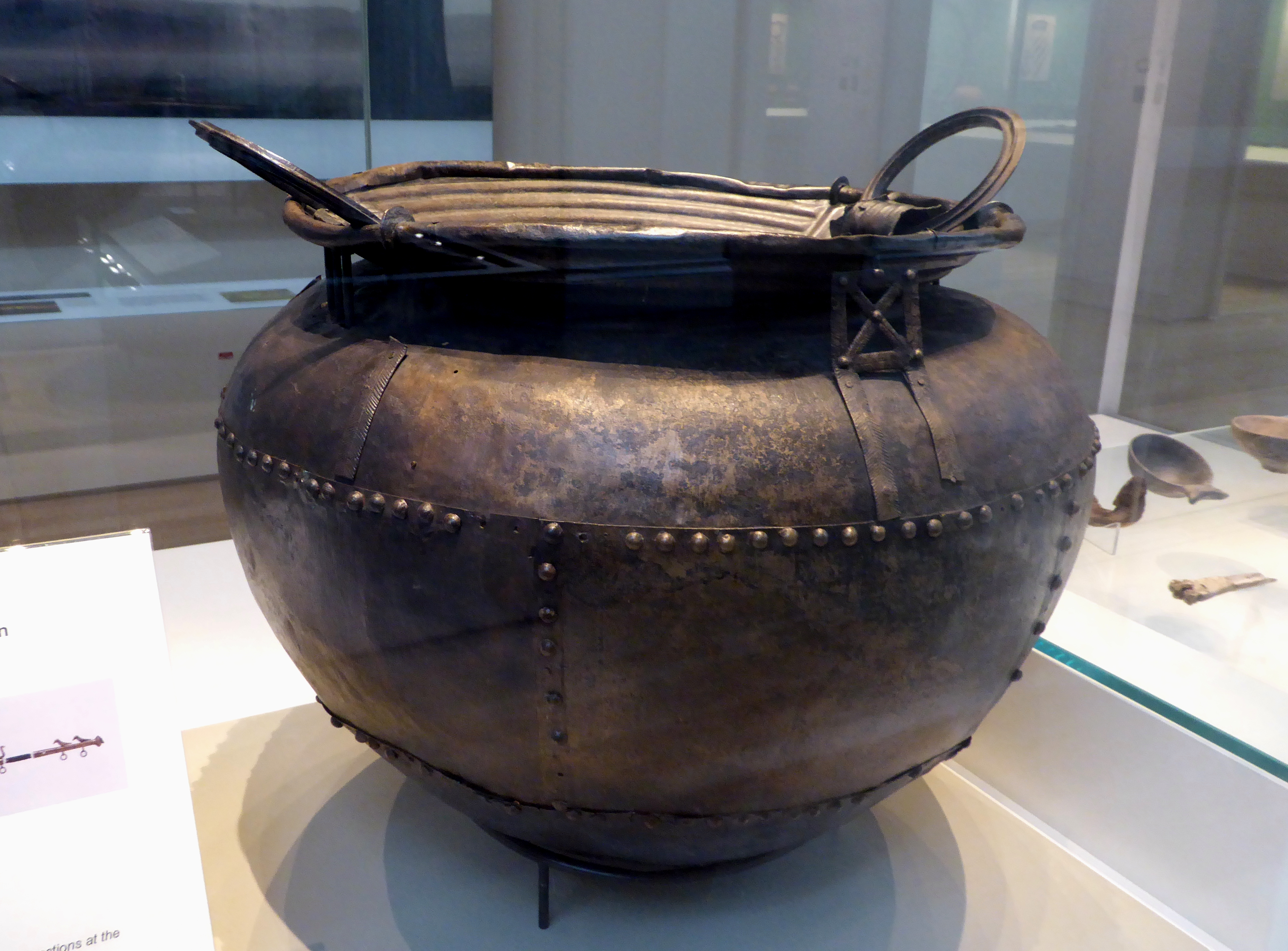
Kessel von Battersea

Der Kessel von Battersea (englisch Battersea Cauldron) ist ein Bronzegefäß, das auf 800 bis 600 v. Chr., den Beginn der Eisenzeit, datiert wird. Er ist einer von rund 60 ähnlichen eisenzeitlichen Kesseln in Großbritannien und Irland. Der Kessel wurde 1857 bei Bauarbeiten für die Chelsea Bridge im Schlick der Themse in der Nähe der Battersea Bridge in London gefunden.

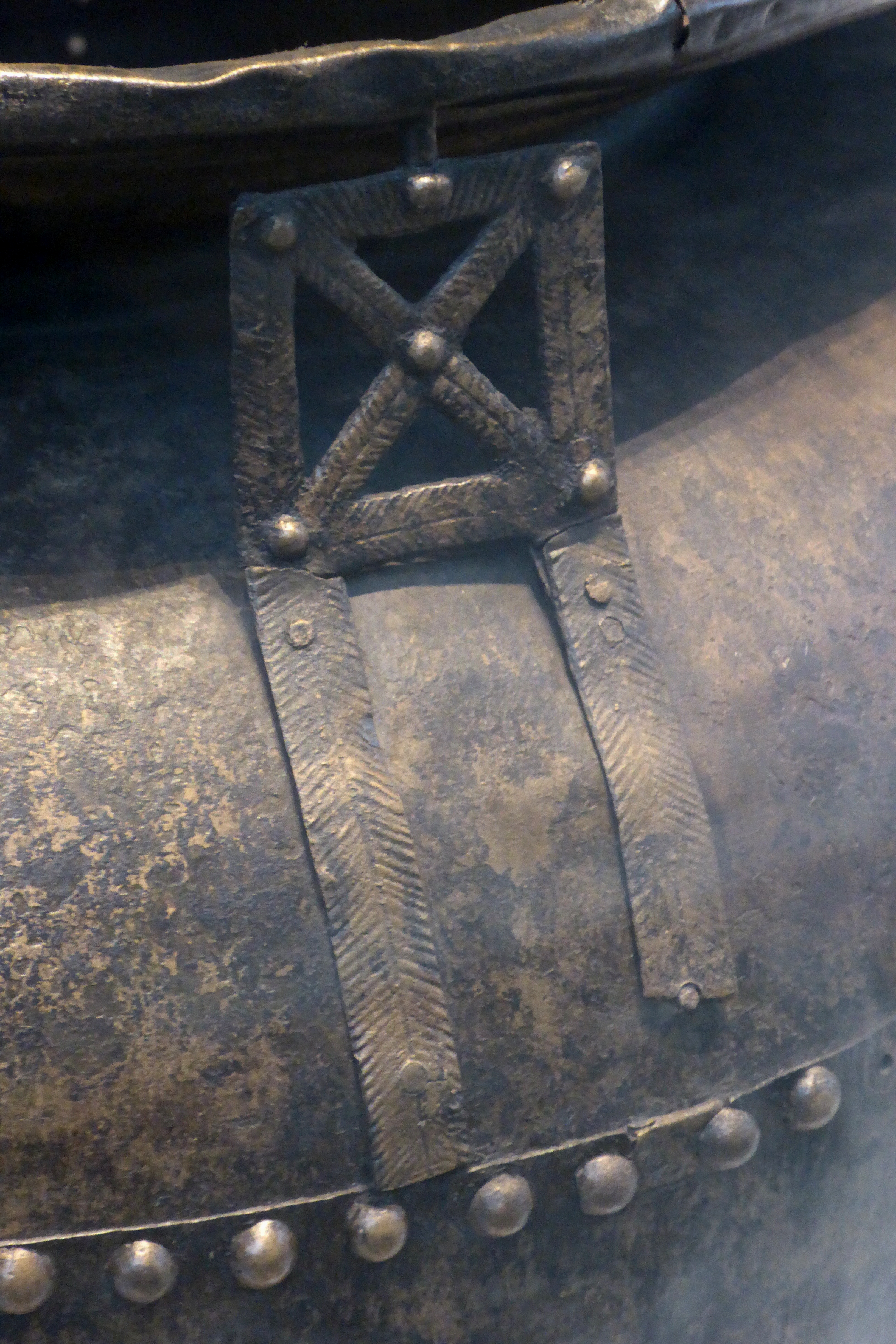
Detail am Kessel

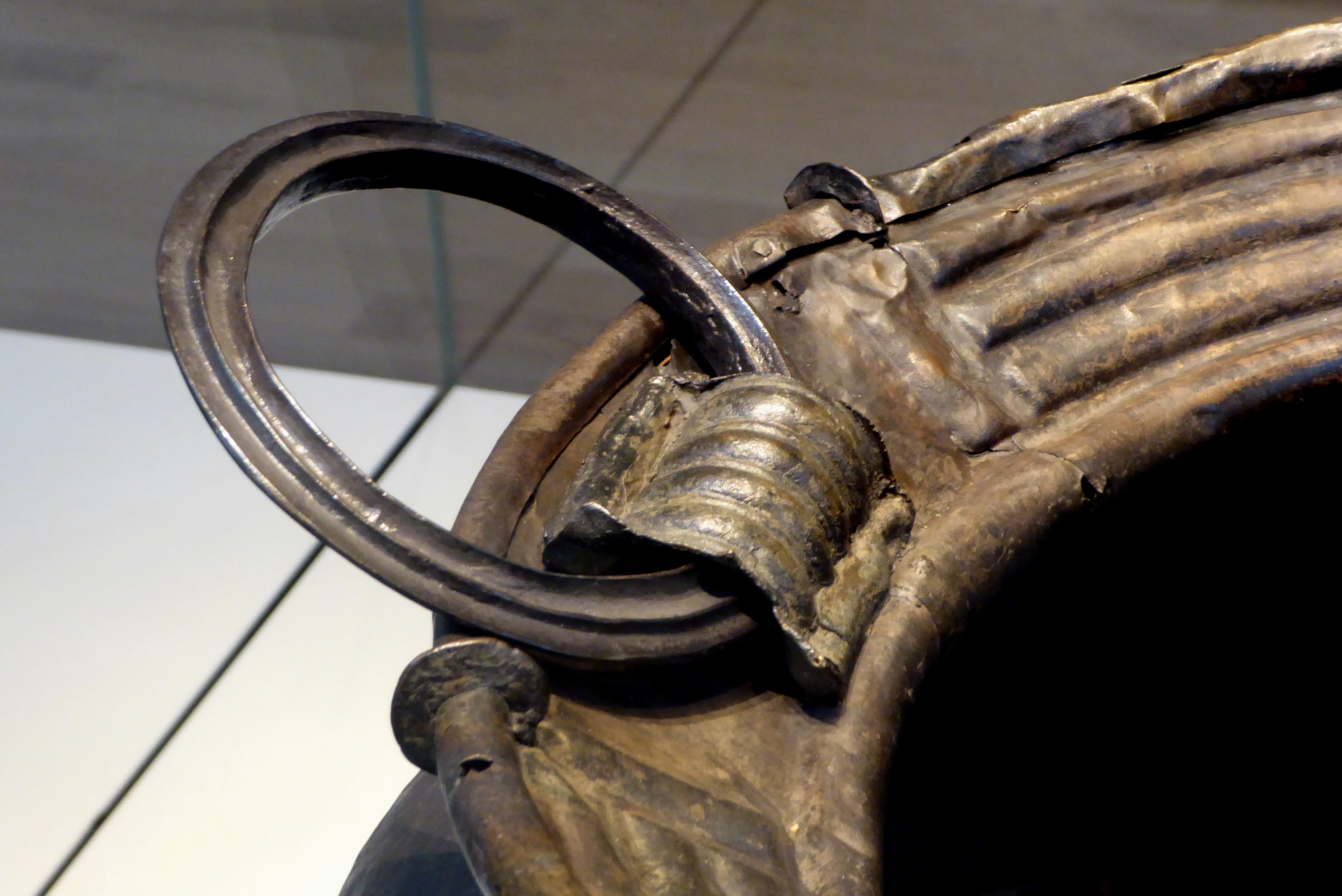
Detail am Kessel

Er wurde kurz nach seiner Entdeckung vom British Museum gekauft. In der Umgebung wurden weitere römische und keltische Waffen (unter anderem der Waterloo-Helm und der Battersea-Schild) und Skelette gefunden, was Historiker vermuten lässt, hier habe 54 v. Chr. Julius Caesars Überquerung der Themse im Zuge seiner Britannienfeldzüge stattgefunden. 
Der Kessel ist 40,5 Zentimeter hoch, hat einen Durchmesser von 56 Zentimetern und ein Fassungsvermögen von etwa 70 Litern. Es besteht aus sieben gebogenen und vernieteten Bronzeplatten, die ein Gefäß mit einem runden Körper und einem schmaleren Hals bilden. Die Öffnung erweitert sich, verstärkt durch Riffelungen am Rand, die eine separate Bindung aufweisen. Zwei Ringgriffe sind an vernieteten Trägern befestigt. Als großes Gefäß für die Zubereitung von Speisen oder Getränken wurde es möglicherweise für Feste verwendet und hat Flecken und Reparaturen. Er war über einen längeren Zeitraum, vielleicht mehrere Generationen, in Gebrauch und wurde möglicherweise absichtlich als Opfer in den Fluss geworfen.